# Gino Caviezel
Gino Caviezel (ur. 23 czerwca 1992 w Tomils) – szwajcarski narciarz alpejski, srebrny medalista mistrzostw świata juniorów.

## Kariera
Pierwszy raz na arenie międzynarodowej Gino Caviezel pojawił się 22 listopada 2007 roku w Zinal, gdzie w zawodach FIS Race w slalomie zajął 34. miejsce. W 2012 roku brał udział w mistrzostwach świata juniorów w Roccaraso, gdzie jego najlepszym wynikiem było piąte miejsce w supergigancie. Podczas rozgrywanych rok później mistrzostw świata juniorów w Québecu wywalczył srebrny medal w kombinacji. W zawodach tych rozdzielił na podium dwóch Norwegów: Henrika Kristoffersena oraz Endre Bjertnessa.
W zawodach Pucharu Świata zadebiutował 18 grudnia 2011 roku w Alta Badia, gdzie nie ukończył rywalizacji w gigancie. Pierwsze pucharowe punkty wywalczył 12 stycznia 2013 roku w Adelboden, zajmując jedenaste miejsce w tej samej konkurencji. Na podium zawodów tego cyklu pierwszy raz stanął 17 października 2020 roku w Sölden, kończąc giganta na trzeciej pozycji. W zawodach tych wyprzedzili go tylko Lucas Braathen z Norwegii i kolejny Szwajcar - Marco Odermatt. W sezonie 2022/2023 zajął 13. miejsce w klasyfikacji generalnej, a w klasyfikacji giganta był ósmy.
Brał udział w mistrzostwach świata w Schladming w 2013 roku, zajmując piętnaste miejsce w gigancie. Wynik ten powtórzył podczas rozgrywanych cztery lata później mistrzostw świata w Sankt Moritz. W międzyczasie wystartował na igrzyskach olimpijskich w Soczi w 2014 roku, gdzie rywalizację w gigancie zakończył na 30. pozycji. Brał też udział w igrzyskach w Pjongczangu w 2018 roku, ponownie kończąc giganta na piętnastym miejscu.
Jego starszy brat, Mauro Caviezel również uprawiał narciarstwo alpejskie.

## Osiągnięcia

### Igrzyska olimpijskie
| Miejsce | Dzień     | Rok  | Miejscowość | Konkurencja | Czas biegu | Strata | Zwycięzca       |
| ------- | --------- | ---- | ----------- | ----------- | ---------- | ------ | --------------- |
| 30.     | 19 lutego | 2014 | Soczi       | Gigant      | 2:45,29    | +5,11  | Ted Ligety      |
| 15.     | 18 lutego | 2018 | Pjongczang  | Gigant      | 2:18,04    | +3,21  | Marcel Hirscher |
| 16.     | 8 lutego  | 2022 | Pekin       | Supergigant | 1:19,94    | +1,82  | Matthias Mayer  |
| 7.      | 13 lutego | 2022 | Pekin       | Gigant      | 2:09,35    | +1,85  | Marco Odermatt  |

### Mistrzostwa świata
| Miejsce | Dzień     | Rok  | Miejscowość        | Konkurencja       | Czas zawodów | Strata | Zwycięzca            |
| ------- | --------- | ---- | ------------------ | ----------------- | ------------ | ------ | -------------------- |
| 15.     | 15 lutego | 2013 | Schladming         | Gigant            | 2:28,92      | +4,03  | Ted Ligety           |
| 25.     | 13 lutego | 2015 | Vail/Beaver Creek  | Gigant            | 2:34,16      | +4,25  | Ted Ligety           |
| 15.     | 17 lutego | 2017 | Sankt Moritz       | Gigant            | 2:13,31      | +1,54  | Marcel Hirscher      |
| DNF1    | 15 lutego | 2019 | Åre                | Gigant            | 2:20,24      | -      | Henrik Kristoffersen |
| DNF2    | 15 lutego | 2021 | Cortina d’Ampezzo  | Superkombinacja   | 2:05,86      | -      | Marco Schwarz        |
| DNF     | 16 lutego | 2021 | Cortina d’Ampezzo  | Gigant równoległy | -            | -      | Mathieu Faivre       |
| DNF1    | 19 lutego | 2021 | Cortina d’Ampezzo  | Gigant            | 2:05,86      | -      | Mathieu Faivre       |
| DNF     | 9 lutego  | 2023 | Courchevel/Méribel | Supergigant       | 1:07,22      | -      | James Crawford       |
| 9.      | 17 lutego | 2023 | Courchevel/Méribel | Gigant            | 2:34,08      | +2,24  | Marco Odermatt       |

### Mistrzostwa świata juniorów
| Miejsce | Dzień     | Rok  | Miejscowość | Konkurencja | Czas biegu | Strata | Zwycięzca               |
| ------- | --------- | ---- | ----------- | ----------- | ---------- | ------ | ----------------------- |
| DNF     | 2 marca   | 2012 | Roccaraso   | Zjazd       | 1:11,99    | -      | Ryan Cochran-Siegle     |
| 5.      | 3 marca   | 2012 | Roccaraso   | Supergigant | 1:02,73    | +0,89  | Ralph Weber             |
| 18.     | 7 marca   | 2012 | Roccaraso   | Gigant      | 2:39,50    | +1,96  | Henrik Kristoffersen    |
| DSQ2    | 9 marca   | 2012 | Roccaraso   | Slalom      | 1:38,44    | -      | Santeri Paloniemi       |
| 11.     | 22 lutego | 2013 | Québec      | Zjazd       | 1:30,95    | +1,75  | Nils Mani               |
| 7.      | 24 lutego | 2013 | Québec      | Supergigant | 58,49      | +0,60  | Thomas Mayrpeter        |
| 8.      | 25 lutego | 2013 | Québec      | Gigant      | 2:20,75    | +1,40  | Aleksander Aamodt Kilde |
| 9.      | 26 lutego | 2013 | Québec      | Slalom      | 1:59,40    | +3,84  | Manuel Feller           |
| 2.      | 26 lutego | 2013 | Québec      | Kombinacja  | ?          | ?      | Henrik Kristoffersen    |

### Puchar Świata

#### Miejsca w klasyfikacji generalnej
- sezon 2012/2013: 103.
- sezon 2013/2014: 106.
- sezon 2014/2015: 53.
- sezon 2015/2016: 67.
- sezon 2016/2017: 72.
- sezon 2017/2018: 80.
- sezon 2018/2019: 48.
- sezon 2019/2020: 32.
- sezon 2020/2021: 21.
- sezon 2021/2022: 16.
- sezon 2022/2023:

#### Miejsca na podium chronologicznie
| Nr | Dzień           | Rok  | Miejscowość | Konkurencja | Czas biegu | Lok. | Strata | Zwycięzca          |
| -- | --------------- | ---- | ----------- | ----------- | ---------- | ---- | ------ | ------------------ |
| 1. | 18 października | 2020 | Sölden      | gigant      | 2:14,87    | 3.   | +0,46  | Lucas Braathen     |
| 2. | 17 marca        | 2022 | Courchevel  | supergigant | 1:10,18    | 3.   | +0,75  | Vincent Kriechmayr |
| 3. | 25 stycznia     | 2023 | Schladming  | gigant      | 2:19,36    | 2.   | +0,59  | Loïc Meillard      |